# لوكهيد مارتن إكس-24 بي
صاروخ لوكهيد مارتن إكس-24 بي، (بالإنجليزية: Martin Marietta X-24)‏. طائرة تجريبية أمريكية تم تطويرها من خلال برنامج مشترك بين القوات الجوية الأمريكية والوكالة الوطنية للملاحة الجوية والفضاء (ناسا) يدعى طيار (1963-1975). وقد تم تصميمها وصناعتها لاختبار مفاهيم رفع الأجسام، وتجربة مفهوم إعادة الدخول والهبوط غير المجهر، والذي استخدمه مكوك الفضاء لاحقًا.

## خلفية تاريخية
بنيت في الأصل باسم X-24A ، أعيد بناء الطائرة في وقت لاحق باسم لوكهيد مارتن أكس-24. وكان انخفاض X-24 أطلقت من تعديل بي-52 ستراتوفورتيس على ارتفاعات عالية قبل إشعال محرك الصاروخ بها؛ بعد إنفاق وقود الصاروخ، سيقوم الطيار بنقل X-24 إلى هبوط غير معزول.